# Senostoma brevipalpe
Senostoma brevipalpe là một loài ruồi trong họ Tachinidae.